# 安平町
安平町（日语：／ Abira chō */?）是北海道膽振綜合振興局東部的一個城鎮，轄區從勇拂平原到夕張山地和馬追丘陵的丘陵地，安平川則流經境內的中心地。當地主要產業為農業和酪農業，以乳牛品種改良聞名。由於鄰近新千歲機場和苫小牧市東部的工業區，因此也積極招攬工業產業入駐。東南邊以遠淺川與苫小牧市相鄰，南部為海洋性氣候，氣候較為溫暖；北部則為內陸性氣候，夏天氣溫高，冬季寒冷，積雪量相當少。
町名源自阿伊努語的「ar-pira-pet」，意思是一側為懸崖的河。

## 歷史
追分最初名為植苗村，但在1892年鐵路通車後，由於室蘭本線和夕張線（現在的石勝線）在此交會，因此開始有「追分」的名稱，又因為設有車站和鐵路機務設施，開始有大量鐵路相關人員居住於此。在1900年代人口一度達到10,000人。
早來地區在1894年早來車站通車後，開始吸引開墾者前來安平川流域進行開墾，由於兩地人口的增加，1900年將早來車站周邊原屬勇拂村的區域以及植苗村合併設置安平戶長役場。但因為早來以農業為主，追分則是以工商業發展為主，因此兩地立場一直不同，最後在1952年因是否設置追分高校的問題導致兩地決裂而決定分村。直到2006年3月27日兩地決定再度合併為安平町。
- 1900年：設置安平戶長役場。[4]
- 1906年4月1日：安平村成為北海道二級村。
- 1923年4月1日：安平村成為北海道一級村。
- 1952年8月1日：追分村從安平村分村。
- 1953年10月1日：追分村改制為追分町。
- 1954年10月1日：安平村改名為早來村。
- 1957年1月1日：早來村改制為早來町。
- 2006年3月27日：早來町和追分町合併為安平町。

## 交通

### 機場
- 新千歲機場（位於千歲市和苫小牧市）

### 鐵路
- 北海道旅客鐵道
  - 室蘭本線：遠淺車站 - 早來車站 - 安平車站 - 追分車站
  - 石勝線：追分車站 - 東追分車站

|  |  |

### 道路
| 高速國道 - 道東自動車道：追分町交流道 一般國道 - 國道234號 | 主要地方道 - 北海道道10號千歲鵡川線 道道 - 北海道道226號舞鶴追分線 - 北海道道235號上幌內早來停車場線 - 北海道道258號早來千歲線 - 北海道道290號追分停車場線 - 北海道道462號川端追分線 - 北海道道482號豐川遠淺停車場線 - 北海道道576號瑞穗安平停車場線 - 北海道道933號北進平取線 |

### 巴士
- 道南巴士
- 厚真巴士

## 觀光景點

### 觀光
- 鹿公園
- 鶴之湯溫泉

## 教育

### 高等學校
- 道立北海道追分高等學校 （页面存档备份，存于）

### 中學校
| - 安平町立追分中學校 | - 安平町立早來中學校 |

### 小學校
| - 安平町立追分小學校 - 安平町立早來小學校 | - 安平町立安平小學校 - 安平町立遠淺小學校 | - 安平町立富岡小學校 |

## 本地出身的名人
- 小野塚勝：北海道TV放送解說委員
- 谷村志穗：作家）
- 橋本聖子：前競速滑冰選手、參議院議員

## 外部連結
- （日語）早來追分合併協議會
- （日語）追分町商工會
- （日語）早來町商工會